# Arcigay
 (octobre 2023).
Arcigay est une association militante italienne qui lutte pour les droits des personnes LGBT, créée en 1980, revendiquant plus de 180 700 membres.

## Historique

### Fondation
La première ébauche de ce qui deviendra plus tard l'association Arcigay prend forme à Palerme (Sicile) le 9 décembre 1980 sous le nom d'ARCI Gay, à la suite d'une manifestation organisée à Giarre concernant le meurtre de deux jeunes homosexuels qui auraient demandé au neveu de l'un de les tuer pour échapper à la honte que leur condition leur causait, ainsi qu'à leurs familles. Le centre ARCI Gay de Palerme est donc le premier d'une série qui commencent à surgir dans toute l'Italie. L'association n'existe alors pas en tant qu'entité autonome, mais est une émanation de la Commission nationale des droits civiques de l'Association italienne de loisirs et de culture (ARCI). La première réunion nationale de l'ARCI Gay a lieu à Palerme en 1982 en présence des dirigeants nationaux de l'ARCI. En 1984, des discussions commencent à propos de la nécessité de construire et de renforcer une présence nationale significative.

Elle comprend aussi bien des femmes que des hommes, bien que ces derniers représentent une majorité absolue. En 1994, l’association est renommée Arcigay-Arcilesbica, avant d’être divisée entre Arcigay et Arcilesbica deux ans plus tard, en décembre 1996,.

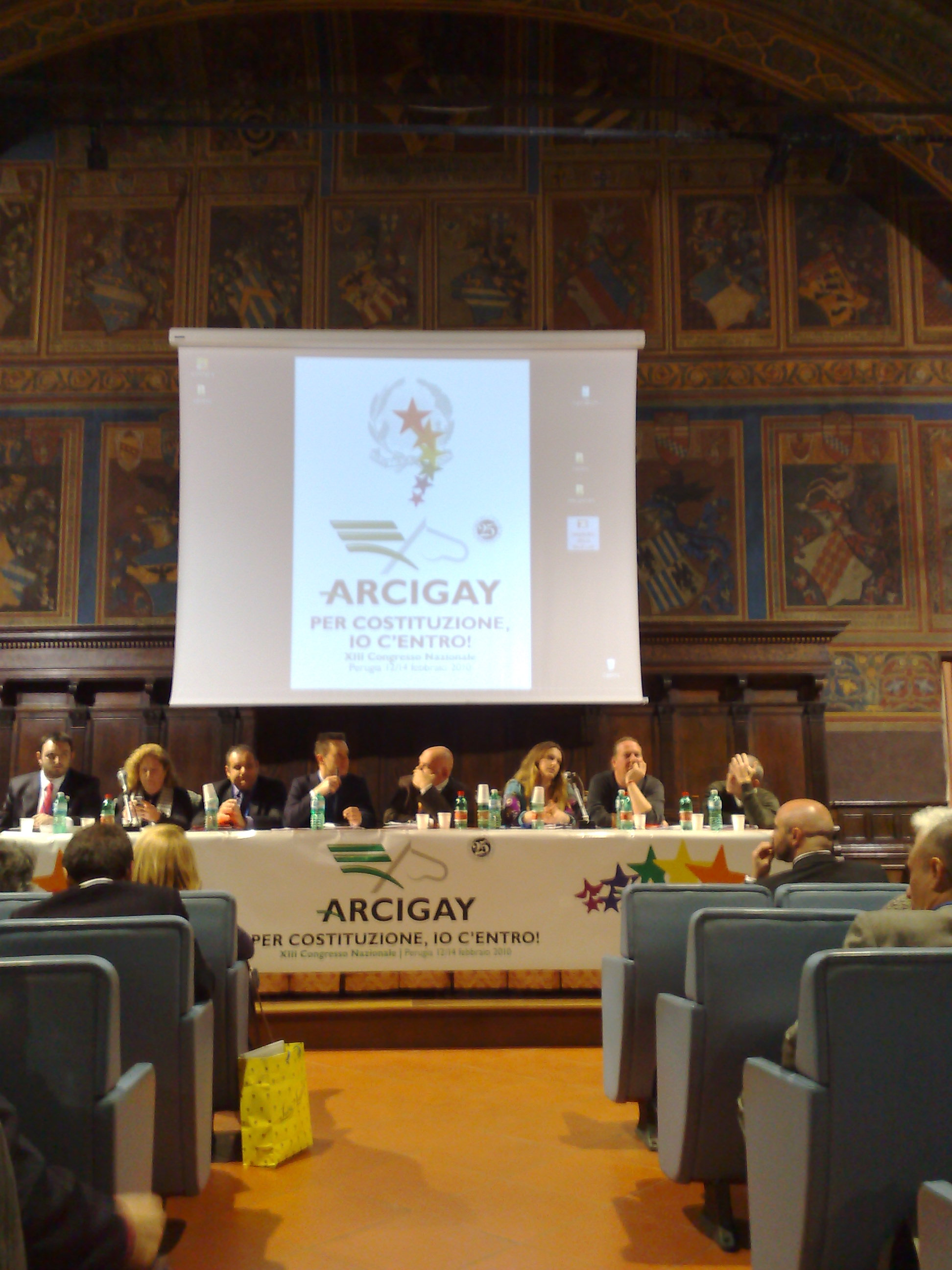
Congrès d’Arcigay de 2010.

## Actions
L'association, par l'intermédiaire des comités provinciaux et des comités affiliés, offre différents types de services :
- Protection juridique[6],[7];
- Prévention, information et sensibilisation contre le sida et les maladies sexuellement transmissibles[8];
- Socialisation[9],[10];
- Prévention et lutte contre le harcèlement scolaire et l'homophobie[11];
- Activités culturelles[12].

## Bureau
Le Bureau d’Arcigay est composé de :
- Président : Paolo Patanè
- Secrétaire Générale : Luca Trentini
- Trésorier : Federico Cerminara

## Liste des dirigeants
| Identité                       | Période          | Période          | Durée                    |
| Identité                       | Début            | Fin              | Durée                    |
| ------------------------------ | ---------------- | ---------------- | ------------------------ |
| Sergio Lo Giudice (né en 1961) | 1998             | 2007             | 9 ans                    |
| Aurelio Mancuso (né en 1962)   | 2007             | 2010             | 3 ans                    |
| Paolo Patanè (d) (né en 1967)  | 18 avril 2010    | 24 novembre 2012 | 2 ans, 7 mois et 6 jours |
| Flavio Romani (d) (né en 1967) | 24 novembre 2012 |                  |                          |
| Natascia Maesi (d)             | novembre 2022    |                  |                          |